# Municipio de Vicksburg
El municipio de Vicksburg (en inglés, Vicksburg Township) es un municipio del condado de Jewell, Kansas, Estados Unidos. Tiene una población estimada, a mediados de 2023, de 27 habitantes.
Abarca una zona exclusivamente rural.

## Geografía
Está ubicado en las coordenadas 39°42′18″N 97°59′46″O / 39.70500, -97.99611. Según la Oficina del Censo, tiene una superficie total de 92.72 km², de los cuales 92.40 km² corresponden a tierra firme y 0.32 km² están cubiertos de agua.

## Demografía
Según el censo de 2020, en ese momento había 21 personas residiendo en la zona. La densidad de población era de 0.23 hab./km². El 90.48 % de los habitantes eran blancos, el 4.76 % era de otra raza y el 4.76% era de una mezcla de razas. Del total de la población, el 4.76 % era hispano o latino.